# Shepshed
Shepshed è un paese di 14 000 abitanti della contea del Leicestershire, in Inghilterra.